# Jürgen Hellwig
Jürgen Hellwig (* 1965/1966) ist ein ehemaliger deutscher American-Football-Spieler.

## Laufbahn
Nach seinen Anfängen im American Football bei den Stormarn Vikings im Jahr 1990 spielte der 1,84 Meter große Hellwig von 1991 bis 1994 für die Hamburg Silver Eagles in der ersten und zweiten Bundesliga. Im Juni 1994 wechselte er zu den Hamburg Blue Devils, mit denen der Linebacker 1996 deutscher Meister wurde sowie zweimal den Eurobowl gewann (1996 und 1997).
Ab 1997 war er bei den Blauen Teufeln in unterschiedlichen Bereichen tätig, unter anderem von 1997 bis 2002 als Spielersichter und -beobachter der Herrenmannschaft in der GFL, darüber hinaus war er ab 2001 Trainer des Blue-Devils-Nachwuchses sowie Trainer der Hamburger Jugendauswahl. In der Saison 2002 war Hellwig bei den Hamburg Huskies als Assistenztrainer für die Linebacker-Position zuständig.
Zur 2003er Saison verstärkte der hauptberuflich als Polizist tätige Hellwig den Trainerstab der Blue Devils und kümmerte sich auch hier um die Linebacker. Der beim Hamburger Landesverband als Lehrwart eingesetzte Hellwig wurde später Mitglied des Trainerstabs der Regionalliga-Mannschaft Hamburg Pioneers und übernahm dort die Koordinierung der Verteidigungsarbeit.